# Засыпко, Владислав Петрович
Владислав Петрович Засыпко (род. 22 января 1953, Сталино, УССР, СССР) — советский боксёр, представитель минимальной и наилегчайшей весовых категории. Выступал за сборную СССР по боксу в первой половине 1970-х годов, двукратный чемпион Европы (1973, 1975), двукратный чемпион СССР (1974, 1975), бронзовый призёр чемпионата мира (1974). Заслуженный мастер спорта СССР (1975).

## Биография
Владислав Засыпко родился 22 января 1953 года в городе Сталино (ныне Донецк) Украинской ССР. Активно заниматься боксом начал в возрасте двенадцати лет у тренера Николая Игнатьевича Верзилова, позже проходил подготовку во Дворце спорта «Спартак» под руководством А. Чмутова и Ю. Бухмана.
Первого серьёзного успеха на взрослом международном уровне добился в сезоне 1973 года, когда вошёл в основной состав советской национальной сборной и побывал на чемпионате Европы в Белграде, где победил всех своих соперников в минимальной весовой категории и завоевал тем самым золотую медаль.
Благодаря череде удачных выступлений в 1974 году Засыпко удостоился права защищать честь страны на проходящем на Кубе первом чемпионате мира — в итоге привёз отсюда награду бронзового достоинства, выигранную в наилегчайшем весе (на стадии полуфиналов уступил кубинцу Дугласу Родригесу).
В 1975 году боксировал на европейском первенстве в Катовице, вновь одолел здесь всех оппонентов и завоевал золото, став таким образом первым украинским боксёром, кому удалось выиграть чемпионат Европы дважды. За это выдающееся достижение по итогам сезона был удостоен почётного звания «Заслуженный мастер спорта СССР».
Оставался действующим спортсменом вплоть до 1978 года. Всего провёл в любительском олимпийском боксе 140 боёв, выиграв 135, в том числе имеет в послужном списке 28 поединков на международной арене, из которых выиграл 25. Был известен как подвижный, хорошо чувствующий дистанцию боксёр. Находясь в зоне действия ударов, эффективно использовал нырки и уклоны. Наиболее успешно проявлял себя в контратакующих действиях.